# Tênis de mesa nos Jogos Olímpicos de Verão de 2024 - Equipes femininas
A competição por equipes femininas do tênis de mesa nos Jogos Olímpicos de Verão de 2024 foi disputada entre 5 e 10 de agosto de 2024 na Arena Paris Sul, em Paris. Um total de 48 mesatenistas de 16 Comitês Olímpicos Nacionais (CON) participaram do evento.

## Qualificação
Um total de 16 CONs classificaram um trio de jogadoras de tênis de mesa. As vagas iniciais foram concedidas as quatro primeiras equipes no Campeonato Mundial por Equipes da Federação Internacional de Tênis de Mesa (ITTF) de 2024, realizado entre 16 e 25 de fevereiro em Busan, na Coreia do Sul. Seis torneios de qualificação continentais (África, Ásia, Europa e Oceania, com as Américas divididas entre Norte e Latina) ofereceram vagas por equipe aos CONs mais bem classificados de cada torneio. Além do país anfitrião, a vaga restante foi atribuída ao CON elegível com melhor classificação com base no ranking mundiais de equipes da ITTF de março de 2024.

## Formato
Cada confronto eliminatório entre as equipes é composto de cinco partidas, vencendo quem obtiver três vitórias. A ordem de uma confronto por equipes é o seguinte: uma partida de duplas e duas partidas de simples; se nenhum dos lados tiver vencido três partidas até este ponto, um máximo de mais duas partidas extras de simples são jogados.
|   |                         | Equipe ABC | vs | Equipe XYZ |
| - | ----------------------- | ---------- | -- | ---------- |
| 1 | Duplas                  | B + C      | vs | Y + Z      |
| 2 | Simples                 | A          | vs | X          |
| 3 | Simples                 | C          | vs | Z          |
| 4 | Simples (se necessário) | A          | vs | Y          |
| 5 | Simples (se necessário) | B          | vs | X          |

## Calendário
| P | Preliminares | QF | Quartas de final | SF | Semifinais | F | Finais |

| 5 ago | 6 ago | 6 ago | 7 ago | 8 ago | 9 ago | 10 ago |
| ----- | ----- | ----- | ----- | ----- | ----- | ------ |
| P     | P     | QF    | QF    | SF    |       | F      |

## Medalhistas
|  | CHN China                        |  | JPN Japão                            |  | KOR Coreia do Sul                   |
|  | Sun Yingsha Wang Manyu Chen Meng |  | Hina Hayata Miwa Harimoto Miu Hirano |  | Shin Yu-bin Jeon Ji-hee Lee Eun-hye |

## Cabeças de chave
As cabeças de chave foram definidos pelo ranking mundial de 16 de julho de 2024.
| Pos. | Equipe             | Mesatenistas (ranking mundial individual de julho de 2024) | Mesatenistas (ranking mundial individual de julho de 2024) | Mesatenistas (ranking mundial individual de julho de 2024) |
| ---- | ------------------ | ---------------------------------------------------------- | ---------------------------------------------------------- | ---------------------------------------------------------- |
| 1    | CHN China          | Sun Yingsha (1)                                            | Wang Manyu (2)                                             | Chen Meng (4)                                              |
| 2    | JPN Japão          | Hina Hayata (5)                                            | Miwa Harimoto (7)                                          | Miu Hirano (13)                                            |
| 3    | KOR Coreia do Sul  | Shin Yu-bin (8)                                            | Jeon Ji-hee (14)                                           | Lee Eun-hye (42)                                           |
| 4    | ROU Romênia        | Bernadette Szőcs (10)                                      | Elizabeta Samara (43)                                      | Adina Diaconu (63)                                         |
| 5    | GER Alemanha       | Shan Xiaona (40)                                           | Yuan Wan (89)                                              | Annett Kaufmann (94)                                       |
| 6    | HKG Hong Kong      | Doo Hoi Kem (47)                                           | Zhu Chengzhu (61)                                          | Lee Ho Ching (64)                                          |
| 7    | TPE Taipé Chinês   | Cheng I-ching (12)                                         | Chien Tung-chuan (46)                                      | Chen Szu-yu (60)                                           |
| 8    | FRA França         | Prithika Pavade (18)                                       | Jia Nan Yuan (19)                                          | Charlotte Lutz (77)                                        |
| 9    | EGY Egito          | Dina Meshref (26)                                          | Hana Goda (32)                                             | Mariam Alhodaby (56)                                       |
| 10   | BRA Brasil         | Bruna Takahashi (20)                                       | Giulia Takahashi (90)                                      | Bruna Alexandre (181)                                      |
| 11   | IND Índia          | Sreeja Akula (25)                                          | Manika Batra (28)                                          | Archana Kamath (123)                                       |
| 12   | POL Polônia        | Natalia Bajor (48)                                         | Zuzanna Wielgos (156)                                      | Anna Węgrzyn (188)                                         |
| 13   | THA Tailândia      | Orawan Paranang (36)                                       | Suthasini Sawettabut (55)                                  | Jinnipa Sawettabut (111)                                   |
| 14   | USA Estados Unidos | Lily Zhang (29)                                            | Amy Wang (38)                                              | Rachel Sung (249)                                          |
| 15   | SWE Suécia         | Linda Bergström (34)                                       | Christina Källberg (58)                                    | Filippa Bergand (167)                                      |
| 16   | AUS Austrália      | Min Hyung Jee (59)                                         | Michelle Bromley (107)                                     | Melissa Tapper (251)                                       |

## Resultados
A competição foi realizada ao longo de cinco dias até a definição das equipes medalhistas:
| Primeira rodada | Primeira rodada    | Primeira rodada |  |  | Quartas de final | Quartas de final  | Quartas de final |  |  | Semifinal | Semifinal         | Semifinal |  |                     | Final               | Final               | Final |
|                 |                    |                 |  |  |                  |                   |                  |  |  |           |                   |           |  |                     |                     |                     |       |
| 1               | CHN China          | 3               |  |  |                  |                   |                  |  |  |           |                   |           |  |                     |                     |                     |       |
| 9               | EGY Egito          | 0               |  |  | 1                | CHN China         | 3                |  |  |           |                   |           |  |                     |                     |                     |       |
| 16              | AUS Austrália      | 0               |  |  | 7                | TPE Taipé Chinês  | 0                |  |  |           |                   |           |  |                     |                     |                     |       |
| 7               | TPE Taipé Chinês   | 3               |  |  |                  |                   |                  |  |  | 1         | CHN China         | 3         |  |                     |                     |                     |       |
| 6               | HKG Hong Kong      | 2               |  |  |                  |                   |                  |  |  | 3         | KOR Coreia do Sul | 0         |  |                     |                     |                     |       |
| 15              | SWE Suécia         | 3               |  |  | 15               | SWE Suécia        | 0                |  |  |           |                   |           |  |                     |                     |                     |       |
| 10              | BRA Brasil         | 1               |  |  | 3                | KOR Coreia do Sul | 3                |  |  |           |                   |           |  |                     |                     |                     |       |
| 3               | KOR Coreia do Sul  | 3               |  |  |                  |                   |                  |  |  |           |                   |           |  |                     | 1                   | CHN China           | 3     |
| 4               | ROU Romênia        | 2               |  |  |                  |                   |                  |  |  |           |                   |           |  |                     | 2                   | JPN Japão           | 0     |
| 11              | IND Índia          | 3               |  |  | 11               | IND Índia         | 1                |  |  |           |                   |           |  |                     |                     |                     |       |
| 14              | USA Estados Unidos | 2               |  |  | 5                | GER Alemanha      | 3                |  |  |           |                   |           |  |                     |                     |                     |       |
| 5               | GER Alemanha       | 3               |  |  |                  |                   |                  |  |  | 5         | GER Alemanha      | 1         |  |                     |                     |                     |       |
| 8               | FRA França         | 2               |  |  |                  |                   |                  |  |  | 2         | JPN Japão         | 3         |  |                     |                     |                     |       |
| 13              | THA Tailândia      | 3               |  |  | 13               | THA Tailândia     | 0                |  |  |           |                   |           |  | Disputa pelo bronze | Disputa pelo bronze | Disputa pelo bronze |       |
| 12              | POL Polônia        | 0               |  |  | 2                | JPN Japão         | 3                |  |  |           |                   |           |  |                     | 3                   | KOR Coreia do Sul   | 3     |
| 2               | JPN Japão          | 3               |  |  |                  |                   |                  |  |  |           |                   |           |  |                     | 5                   | GER Alemanha        | 0     |

Todos os confrontos seguem o fuso horário local (UTC+2)

### Primeira rodada
| 5 de agosto 10:00 Relatório | Japão JPN | 3 – 0 | POL Polônia |  |

|                          | Partidas individuais     |       |                                 |                         |
| Hina Hayata / Miu Hirano | Hina Hayata / Miu Hirano | 3 – 1 | Zuzanna Wielgos / Natalia Bajor | 11–5, 5–11, 11–9, 12–10 |
| Miwa Harimoto            | Miwa Harimoto            | 3 – 0 | Anna Węgrzyn                    | 11–7, 11–4, 11–4        |
| Miu Hirano               | Miu Hirano               | 3 – 0 | Natalia Bajor                   | 11–3, 11–6, 11–6        |
|                          |                          |       |                                 |                         |
|                          |                          |       |                                 |                         |

| 5 de agosto 10:00 Relatório | Romênia ROU | 2 – 3 | IND Índia |  |

|                                   | Partidas individuais              |       |                               |                              |
| Adiana Diaconu / Elizabeta Samara | Adiana Diaconu / Elizabeta Samara | 0 – 3 | Sreeja Akula / Archana Kamath | 9–11, 10–12, 7–11            |
| Bernadette Szőcs                  | Bernadette Szőcs                  | 0 – 3 | Manika Batra                  | 5–11, 7–11, 7–11             |
| Elizabeta Samara                  | Elizabeta Samara                  | 3 – 2 | Sreeja Akula                  | 8–11, 11–4, 7–11, 11–6, 11–8 |
| Bernadette Szőcs                  | Bernadette Szőcs                  | 3 – 1 | Archana Kamath                | 11–5, 8–11, 11–7, 11–9       |
| Adiana Diaconu                    | Adiana Diaconu                    | 0 – 3 | Manika Batra                  | 5–11, 9–11, 9–11             |

| 5 de agosto 15:00 Relatório | China CHN | 3 – 0 | EGY Egito |  |

|                        | Partidas individuais   |       |                             |                        |
| Chen Meng / Wang Manyu | Chen Meng / Wang Manyu | 3 – 0 | Mariam Alhodaby / Hana Goda | 11–5, 11–2, 11–3       |
| Sun Yingsha            | Sun Yingsha            | 3 – 1 | Dina Meshref                | 11–5, 11–4, 8–11, 11–7 |
| Wang Manyu             | Wang Manyu             | 3 – 0 | Hana Goda                   | 11–4, 11–4, 11–9       |
|                        |                        |       |                             |                        |
|                        |                        |       |                             |                        |

| 5 de agosto 15:00 Relatório | França FRA | 2 – 3 | THA Tailândia |  |

|                                  | Partidas individuais             |       |                                        |                                |
| Charlotte Lutz / Prithika Pavade | Charlotte Lutz / Prithika Pavade | 1 – 3 | Suthasini Sawettabut / Orawan Paranang | 12–14, 6–11, 11–6, 10–12       |
| Jia Nan Yuan                     | Jia Nan Yuan                     | 3 – 0 | Jinnipa Sawettabut                     | 11–7, 11–4, 11–8               |
| Prithika Pavade                  | Prithika Pavade                  | 0 – 3 | Orawan Paranang                        | 10–12, 8–11, 10–12             |
| Jia Nan Yuan                     | Jia Nan Yuan                     | 3 – 0 | Suthasini Sawettabut                   | 11–4, 11–8, 14–12              |
| Charlotte Lutz                   | Charlotte Lutz                   | 2 – 3 | Jinnipa Sawettabut                     | 8–11, 12–10, 8–11, 11–5, 11–13 |

| 5 de agosto 20:00 Relatório | Coreia do Sul KOR | 3 – 1 | BRA Brasil |  |

|                           | Partidas individuais      |       |                                    |                              |
| Shin Yu-bin / Jeon Ji-hee | Shin Yu-bin / Jeon Ji-hee | 3 – 0 | Bruna Alexandre / Giulia Takahashi | 6–11, 5–11, 8–11             |
| Lee Eun-hye               | Lee Eun-hye               | 2 – 3 | Bruna Takahashi                    | 11–8, 9–11, 9–11, 11–8, 11–8 |
| Jeon Ji-hee               | Jeon Ji-hee               | 3 – 0 | Giulia Takahashi                   | 7–11, 4–11, 2–11             |
| Lee Eun-hye               | Lee Eun-hye               | 3 – 0 | Bruna Alexandre                    | 8–11, 5–11, 6–11             |
|                           |                           |       |                                    |                              |

| 5 de agosto 20:00 Relatório | Hong Kong HKG | 2 – 3 | SWE Suécia |  |

|                            | Partidas individuais       |       |                                      |                                |
| Lee Ho Ching / Doo Hoi Kem | Lee Ho Ching / Doo Hoi Kem | 3 – 2 | Filippa Bergand / Christina Källberg | 9–11，5–11，11–9，11–4，11–8   |
| Zhu Chengzhu               | Zhu Chengzhu               | 2 – 3 | Linda Bergström                      | 9–11，14–16，12–10，11–5，7–11 |
| Doo Hoi Kem                | Doo Hoi Kem                | 2 – 3 | Christina Källberg                   | 11–5，11–5，8–11，3–11，10–12  |
| Zhu Chengzhu               | Zhu Chengzhu               | 3 – 0 | Filippa Bergand                      | 11–8，11–4，11–6               |
| Lee Ho Ching               | Lee Ho Ching               | 0 – 3 | Linda Bergström                      | 5–11，6–11，10–12              |

| 6 de agosto 10:00 Relatório | Estados Unidos USA | 2 – 3 | GER Alemanha |  |

|                        | Partidas individuais   |       |                        |                        |
| Rachel Sung / Amy Wang | Rachel Sung / Amy Wang | 0 – 3 | Wan Yuan / Shan Xiaona | 7–11, 8–11, 6–11       |
| Lily Zhang             | Lily Zhang             | 0 – 3 | Annett Kaufmann        | 6–11, 6–11, 5–11       |
| Amy Wang               | Amy Wang               | 3 – 1 | Shan Xiaona            | 11–9, 11–5, 7–11, 11–6 |
| Lily Zhang             | Lily Zhang             | 3 – 1 | Wan Yuan               | 11–5, 9–11, 11–5, 11–6 |
| Rachel Sung            | Rachel Sung            | 1 – 3 | Annett Kaufmann        | 11–6, 4–11, 9–11, 8–11 |

| 6 de agosto 10:00 Relatório | Austrália AUS | 0 – 3 | TPE Taipé Chinês |  |

|                                   | Partidas individuais              |       |                                |                              |
| Michelle Bromley / Melissa Tapper | Michelle Bromley / Melissa Tapper | 0 – 3 | Chien Tung-chuan / Chen Szu-yu | 4–11, 3–11, 7–11             |
| Minhyung Jee                      | Minhyung Jee                      | 0 – 3 | Cheng I-ching                  | 5–11, 7–11, 4–11             |
| Melissa Tapper                    | Melissa Tapper                    | 2 – 3 | Chen Szu-yu                    | 11–6, 5–11, 11–9, 9–11, 6–11 |
|                                   |                                   |       |                                |                              |
|                                   |                                   |       |                                |                              |

### Quartas de final
| 6 de agosto 15:00 Relatório | Coreia do Sul KOR | 3 – 0 | SWE Suécia |  |

|                           | Partidas individuais      |       |                                      |                          |
| Shin Yu-bin / Jeon Ji-hee | Shin Yu-bin / Jeon Ji-hee | 3 – 0 | Filippa Bergand / Christina Källberg | 2–11, 7–11, 5–11         |
| Lee Eun-hye               | Lee Eun-hye               | 3 – 1 | Linda Bergström                      | 11–2, 4–11, 10–12, 11–13 |
| Jeon Ji-hee               | Jeon Ji-hee               | 3 – 1 | Christina Källberg                   | 11–8, 11–13, 6–11, 7–11  |
|                           |                           |       |                                      |                          |
|                           |                           |       |                                      |                          |

| 6 de agosto 20:00 Relatório | Japão JPN | 3 – 0 | THA Tailândia |  |

|                          | Partidas individuais     |       |                                        |                   |
| Hina Hayata / Miu Hirano | Hina Hayata / Miu Hirano | 3 – 0 | Suthasini Sawettabut / Orawan Paranang | 11–7, 11–6, 11–5  |
| Miwa Harimoto            | Miwa Harimoto            | 3 – 0 | Jinnipa Sawettabut                     | 12–10, 11–5, 11–9 |
| Miu Hirano               | Miu Hirano               | 3 – 0 | Orawan Paranang                        | 11–8, 11–5, 11–6  |
|                          |                          |       |                                        |                   |
|                          |                          |       |                                        |                   |

| 7 de agosto 10:00 Relatório | Alemanha GER | 3 – 1 | IND Índia |  |

|                        | Partidas individuais   |       |                               |                         |
| Yuan Wan / Shan Xiaona | Yuan Wan / Shan Xiaona | 3 – 1 | Sreeja Akula / Archana Kamath | 5–11, 11–8, 10–12, 6–11 |
| Annett Kaufmann        | Annett Kaufmann        | 3 – 1 | Manika Batra                  | 11–8, 5–11, 7–11, 5–11  |
| Shan Xiaona            | Shan Xiaona            | 1 – 3 | Archana Kamath                | 19–17, 1–11, 11–5, 11–9 |
| Annett Kaufmann        | Annett Kaufmann        | 3 – 0 | Sreeja Akula                  | 6–11, 7–11, 7–11        |
|                        |                        |       |                               |                         |

| 7 de agosto 15:00 Relatório | China CHN | 3 – 0 | TPE Taipé Chinês |  |

|                        | Partidas individuais   |       |                                |                  |
| Chen Meng / Wang Manyu | Chen Meng / Wang Manyu | 3 – 0 | Chen Szu-yu / Chien Tung-chuan | 11–6, 11–4, 11–7 |
| Sun Yingsha            | Sun Yingsha            | 3 – 0 | Cheng I-ching                  | 11–9, 11–2, 11–8 |
| Wang Manyu             | Wang Manyu             | 3 – 0 | Chien Tung-chuan               | 11–7, 11–8, 11–4 |
|                        |                        |       |                                |                  |
|                        |                        |       |                                |                  |

### Semifinal
| 8 de agosto 15:00 Relatório | Coreia do Sul KOR | 0 – 3 | CHN China |  |

|                           | Partidas individuais      |       |                        |                        |
| Shin Yu-bin / Jeon Ji-hee | Shin Yu-bin / Jeon Ji-hee | 1 – 3 | Chen Meng / Wang Manyu | 11–4, 11–5, 9–11, 11–9 |
| Lee Eun-hye               | Lee Eun-hye               | 0 – 3 | Sun Yingsha            | 11–5, 11–1, 11–3       |
| Jeon Ji-hee               | Jeon Ji-hee               | 0 – 3 | Wang Manyu             | 11–3, 11–7, 11–3       |
|                           |                           |       |                        |                        |
|                           |                           |       |                        |                        |

| 8 de agosto 20:00 Relatório | Japão JPN | 3 – 1 | GER Alemanha |  |

|                          | Partidas individuais     |       |                        |                        |
| Hina Hayata / Miu Hirano | Hina Hayata / Miu Hirano | 3 – 1 | Shan Xiaona / Yuan Wan | 11–3, 11–3, 6–11, 11–8 |
| Miwa Harimoto            | Miwa Harimoto            | 0 – 3 | Annett Kaufmann        | 9–11, 8–11, 8–11       |
| Miu Hirano               | Miu Hirano               | 3 – 0 | Yuan Wan               | 11–7, 11–6, 11–9       |
| Miwa Harimoto            | Miwa Harimoto            | 3 – 0 | Shan Xiaona            | 11–8, 11–5, 11–0       |
|                          |                          |       |                        |                        |

### Disputa pelo bronze
| 10 de agosto 10:00 Relatório | Alemanha GER | 0 – 3 | KOR Coreia do Sul |  |

|                        | Partidas individuais   |       |                           |                               |
| Yuan Wan / Shan Xiaona | Yuan Wan / Shan Xiaona | 2 – 3 | Shin Yu-bin / Jeon Ji-hee | 6–11, 8–11, 11–8, 12–10, 8–11 |
| Annett Kaufmann        | Annett Kaufmann        | 0 – 3 | Lee Eun-hye               | 8–11, 9–11, 2–11              |
| Shan Xiaona            | Shan Xiaona            | 0 – 3 | Jeon Ji-hee               | 6–11, 6–11, 6–11              |
|                        |                        |       |                           |                               |
|                        |                        |       |                           |                               |

### Final
| 10 de agosto 15:00 Relatório | China CHN | 3 – 0 | JPN Japão |  |

|                        | Partidas individuais   |       |                             |                               |
| Chen Meng / Wang Manyu | Chen Meng / Wang Manyu | 3 – 2 | Hina Hayata / Miwa Harimoto | 9–11, 11–6, 6–11, 11–6, 12–10 |
| Sun Yingsha            | Sun Yingsha            | 3 – 0 | Miu Hirano                  | 13–11, 11–6, 11–6             |
| Wang Manyu             | Wang Manyu             | 3 – 1 | Miwa Harimoto               | 12–14, 12–10, 11–7, 11–6      |
|                        |                        |       |                             |                               |
|                        |                        |       |                             |                               |